# Sirdavidia solannona
Espèce
Classification phylogénétique
Sirdavidia solannona est une espèce de plantes à fleurs du genre monotypique Sirdavidia et de la famille des Annonaceae. C'est un arbre endémique du Gabon et dont la description a été publiée en février 2015.

## Étymologie
Le nom de genre est dédié à Sir David Attenborough, naturaliste, réalisateur et présentateur anglais de la BBC, dont la passion pour la nature a inspiré les auteurs de l'espèce. L'épithète spécifique rappelle la ressemblance étroite de la fleur avec celle de certaines espèces de Solanum.

## Description

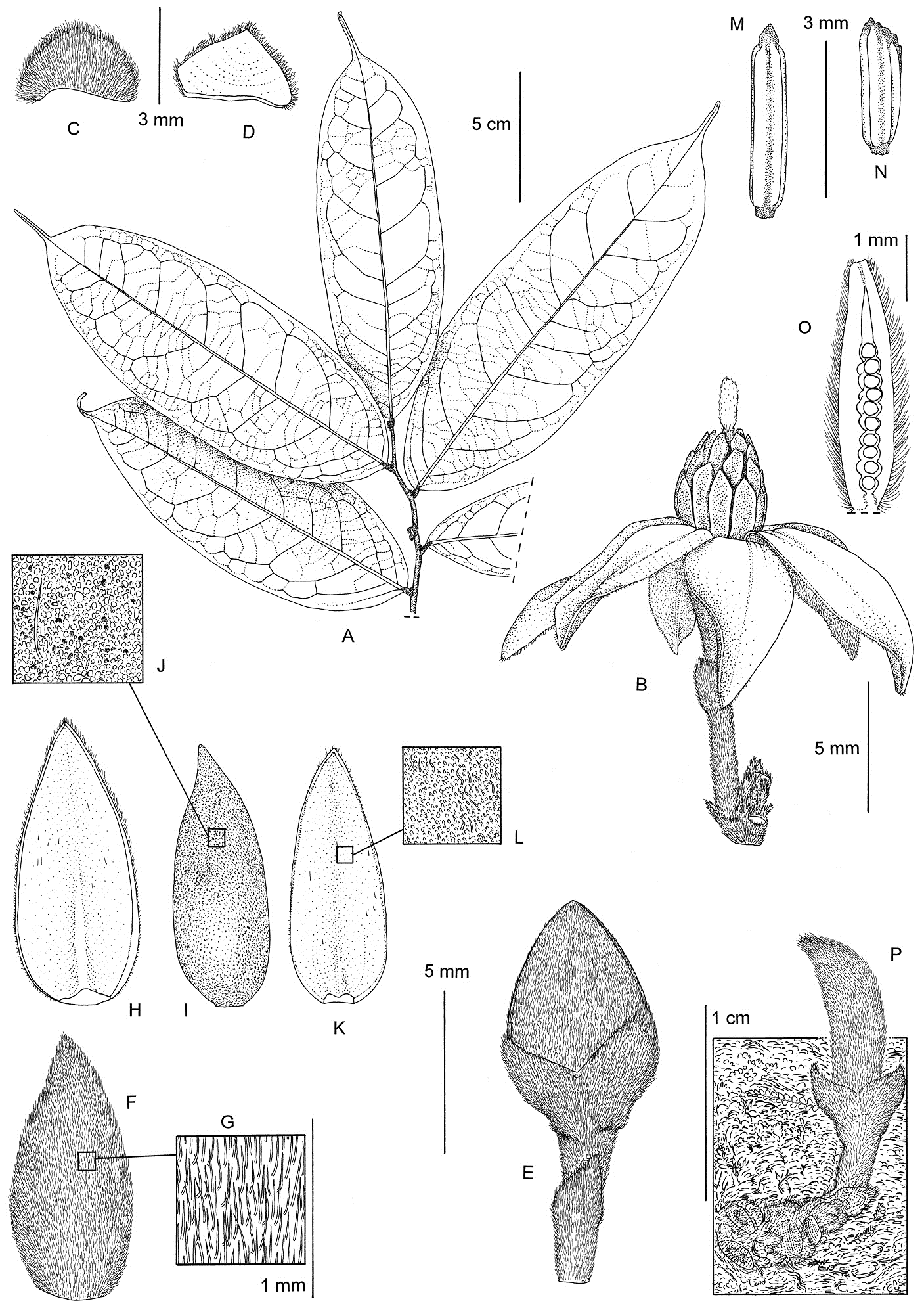
Sirdavidia solannona, Couvreur & Sauquet.

Cet arbre mesure 4  à   6 mètres de haut, pour 2  à   4 centimètres de diamètre à hauteur de poitrine. L'écorce est brun foncé avec des taches de vert. Les branches sont noires ; elles sont parfois pubescentes lorsqu'elles sont jeunes, mais toujours glabres une fois vieille.
Les feuilles distiques, simples, sont entières. Le pétiole mesure 3  à   4 millimètres de long pour 2  à   3 millimètres de diamètre. Jeune, il est glabre ou faiblement pubescent. Il est légèrement rainuré sur le dessus. Le limbe, de forme ovale, mesure 20  à   26 centimètres de long et 4,5  à   9 centimètres de large. Il se termine par une pointe, nommée acumen, de 2  à   3 centimètres de long, alors que la base est obtuse. Il est coriace. Lorsqu'il est jeune, le dessus peut être faiblement pubescent ou glabre ; le dessous est toujours glabre. Les vieilles feuilles sont glabres des deux côtés. Il y a neuf à douze paires de nervures secondaires pennées.

## Biologie
La forme de la fleur, si particulière pour une Annonacaea — des pétales rouges réfléchis, seize à dix-neuf étamines jaunes qui forment un cône lâche et un carpelle surmonté d’un stigmate bien visible —, la fait ressembler à celles de Solanum. Cette disposition est typique des fleurs bénéficiant d'une pollinisation vibratile. Pour libérer le pollen, les bourdons et certaines espèces d'abeilles solitaires agrippent les fleurs et les secouent rapidement grâce à leurs muscles du vol. Si cela est confirmé, cela serait la première mention de ce mode de fécondation pour les Magnoliidae et les Angiospermes basales en général, habituellement pollinisées par le vent, les scarabées, les mouches ou les thrips.
L'androdiœcie, commune chez les plantes de la même tribu des Piptostigmateae, n'est pas prouvée chez cette espèce, où seules des fleurs avec des étamines ont été trouvées.

## Distribution et habitat

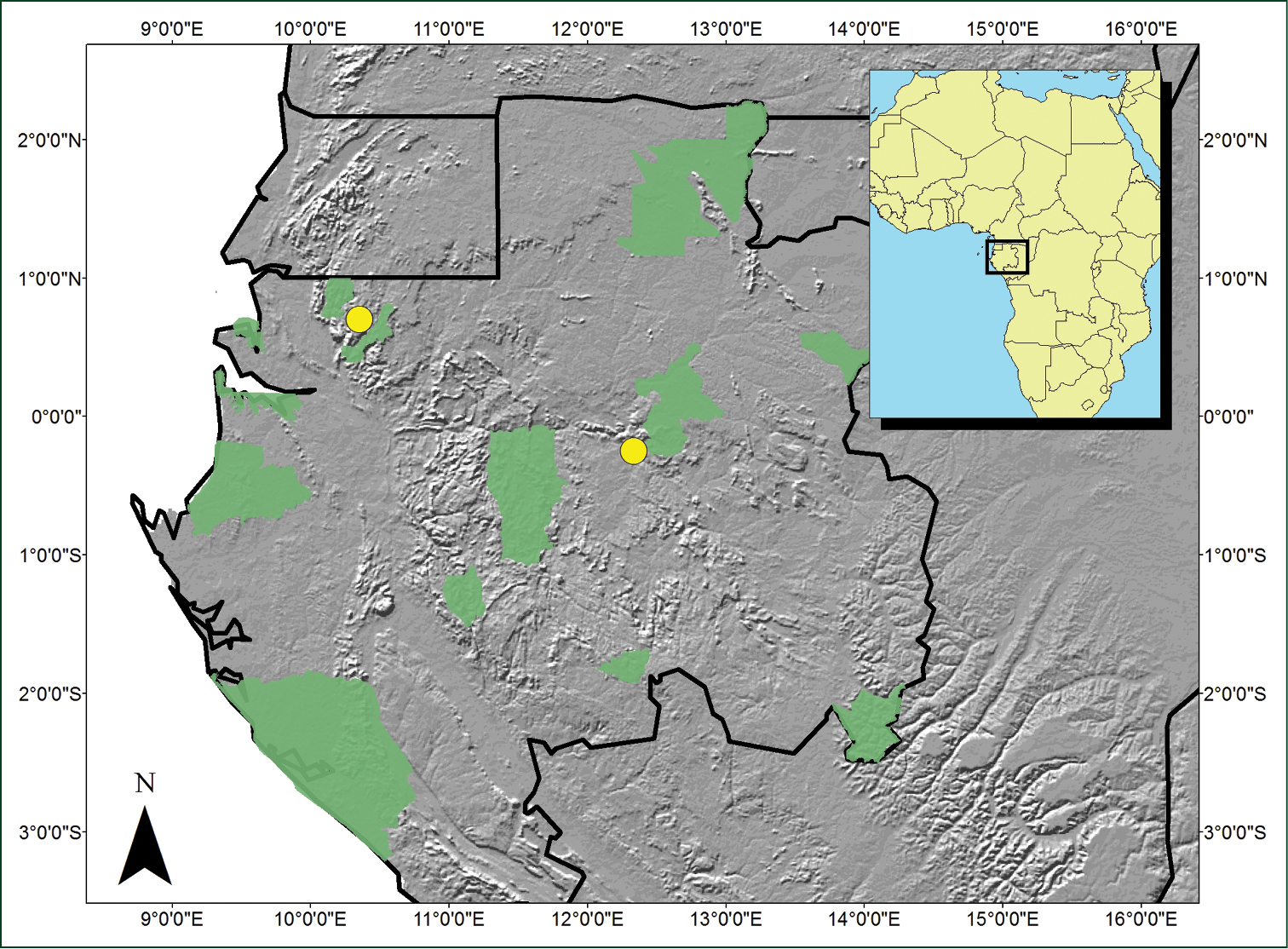
Localisation de Sirdavidia solannona.

Cette plante a été découverte dans trois stations au Gabon, deux près du barrage de Kinguélé dans le Parc national des Monts de Cristal, l'autre au sud du Parc national d'Ivindo. Elle est endémique de ce pays.